# IC 4568
IC 4568 — галактика типу Sb (компактна витягнута галактика) у сузір'ї Північна Корона.
Цей об'єкт міститься в оригінальній редакції індексного каталогу.